# Albert Henderickx
Albert Henderickx (24 settembre 1900 – 27 giugno 1965) è stato un calciatore belga, di ruolo attaccante.

## Carriera

### Club
Ha sempre giocato nel campionato belga.

### Nazionale
Ha rappresentato la propria Nazionale alle Olimpiadi del 1924.